# Анна Мария фон Баден-Дурлах
Анна Мария фон Баден-Дурлах (на немски: Anna Maria von Baden-Durlach; * 29 май 1617, Страсбург; † 17 октомври 1672, Базел) е маркграфиня от Баден-Дурлах. Тя е поетеса, художничка, художничка с ножица и график.

## Живот
Тя е дъщеря на маркграф Георг Фридрих фон Баден-Дурлах (1573 – 1638) и втората му съпруга Агата фон Ербах (1581 – 1621), дъщеря на граф Георг III фон Ербах. Полусестра е на маркграф Фридрих V фон Баден-Дурлах (1594 – 1659).
Анна Мария расте в Страсбург, по-късно живее в макграфските дворове в Базел и Страсбург. Тя не се омъжва.